# Zabójstwo dokonane przez Kajetana Poznańskiego
Zabójstwo dokonane przez Kajetana Poznańskiego – zabójstwo tłumaczki, Katarzyny J., dokonane przez Kajetana Karola Poznańskiego 3 lutego 2016 w Warszawie.

## Przebieg zdarzenia
Katarzyna J. w momencie zabójstwa była trzydziestoletnią tłumaczką zamieszkałą w Warszawie przy ul. Skierniewickiej 13. Dorabiała prowadząc w swoim mieszkaniu korepetycje. Na kilka dni przed zabójstwem skontaktował się z nią Kajetan Poznański, umawiając się z ofiarą na lekcje języka włoskiego. Do spotkania doszło 3 lutego 2016 o 11:00 w mieszkaniu Katarzyny J. Poznański przybył na miejsce z plecakiem, torbą podróżną, nożem i piłą. W chwili, gdy J. wieszała płaszcz Poznańskiego, sprawca zaszedł ją od tyłu i wbił w jej szyję nóż, przecinając tętnicę. Następnie odciął jej głowę za pomocą przyniesionej piły i spakował ją do plecaka, zaś resztę ciała poćwiartował i umieścił w torbie. Zamówił taksówkę w celu przewiezienia spakowanych zwłok do wynajmowanego przez siebie mieszkania przy ul. Potockiej w Warszawie. Taksówkarz zwrócił uwagę na krew kapiącą z bagażu. Poznański tłumaczył to przewożeniem tuszy dzika oraz nagle kazał zakończyć kurs. Zamówił kolejną taksówkę, podając dyspozytorowi swoje prawdziwe imię i nazwisko. Kapiąca z bagażu krew została zauważona również przez sąsiadkę z bloku, w którym mieszkał sprawca. Po dotarciu na miejsce, Poznański spakował się oraz podpalił torbę ze zwłokami, po czym opuścił mieszkanie.

## Śledztwo

### Pożar w bloku przy ul. Potockiej
Mieszkańcy bloku przy ul. Potockiej w Warszawie wezwali straż pożarną do pożaru jednego z mieszkań. Pożar został szybko ugaszony. Podczas przeszukiwania mieszkania strażacy natknęli się na zawartość podpalonej torby i zawiadomili policję. Policja podczas dalszych działań w mieszkaniu znalazła plecak z odciętą głową ofiary. W mieszkaniu nie było śladów dokonania zabójstwa, co doprowadziło śledczych do wniosku, że morderstwo zostało dokonane w innym miejscu.

### Ślady krwi w mieszkaniu Katarzyny J.
W trakcie działań śledczych w mieszkaniu Poznańskiego, na policję zadzwonił lokator Katarzyny J., który po powrocie do mieszkania nie zastał właścicielki i znalazł ślady krwi. Śledczy udali się do mieszkania w celu znalezienia śladów mających potwierdzić, że ciało znalezione w mieszkaniu przy ul. Potockiej to właścicielka mieszkania przy ul. Skierniewickiej. Za Kajetanem Poznańskim wystawiono europejski nakaz aresztowania.

### Ucieczka
Kajetan Poznański po opuszczeniu mieszkania wypłacił pieniądze z konta i udał się pociągiem do Poznania. Kupił tu rzeczy, dzięki którym mógł zmienić swój wizerunek. Zwrócił na siebie uwagę sprzedawcy kłócąc się z nim o resztę. Pomarańczowa kurtka, którą kupił, również zwracała uwagę. Z Poznania udał się do Berlina, zaś kilkanaście godzin później był widziany w Bolonii. Dalsze znane miejsca jego pobytu to Rzym oraz Malta, gdzie stawił się w konsulacie Tunezji w celu możliwości wjazdu do tego kraju bez paszportu. Śladem Poznańskiego, na podstawie uzyskanych informacji, podążali funkcjonariusze z Wydziału Ochrony i Poszukiwań Osób KWP w Poznaniu oraz funkcjonariusze z warszawskiego Centralnego Biura Śledczego Policji.

### Aresztowanie
Po nieskutecznej wizycie w konsulacie Tunezji śledczy ocenili, że sprawca może pojawić się w nim ponownie. Poznański został zatrzymany 17 lutego 2016, a dziewięć dni później – po wyrażeniu przez maltański sąd zgody na ekstradycję – przetransportowany samolotem wojskowym do Polski.

## Proces i wyrok
Proces Poznańskiego rozpoczął się w maju 2018. W jego trakcie nie wykazywał skruchy. Motywował zabójstwo chęcią walki ze swoją słabością, którą był szacunek do ludzkiego życia. Określił, że decyzję o zabójstwie podjął miesiąc lub dwa przed jego dokonaniem. Wyznał, że zamierzał częściowo zjeść ciało Katarzyny J., jednak zrezygnował z tego ze względu na nieplanowane zwrócenie na siebie uwagi torbą ociekającą krwią podczas przewożenia zwłok do wynajmowanego przez niego mieszkania.
Wyjaśniając motywy zachowania, sprawca stwierdził, że zrobił to „w ramach pracy nad sobą i walki ze słabościami”, a także z chęci przekonania się, „że życie ludzkie nie jest więcej warte niż świni i komara”.
Lekarze psychiatrzy mieli istotne wątpliwości odnośnie poczytalności sprawcy. Pierwszy zespół biegłych wydał opinię o niepoczytalności Poznańskiego. Drugi orzekł, że sprawca cierpi na zaburzenia, ale nie miał zniesionej poczytalności i działał w warunkach ograniczonej poczytalności.
26 stycznia 2021 sąd uznał Kajetana Poznańskiego winnym zabójstwa Katarzyny J. oraz skazał go na karę dożywotniego pozbawienia wolności. Ponadto miał zapłacić rodzicom zamordowanej 150 tysięcy złotych zadośćuczynienia. Zarówno oskarżyciel, jak i obrońca, złożyli odwołanie od wyroku.
2 czerwca 2023 Sąd Apelacyjny w Warszawie utrzymał prawomocnie karę zasądzoną przez sąd I instancji. Zmienił jednocześnie kwalifikację czynu w ten sposób, że uznał w chwili dokonywania zabójstwa sprawca miał zachowaną zdolność do rozpoznawania znaczenia czynu i ograniczoną w stopniu znacznym zdolność pokierowania swoim postępowaniem. O warunkowe zwolnienie będzie mógł ubiegać się po upływie 25 lat, czyli w 2041.

## Sprawca
Kajetan Poznański jest synem prokuratorki i architekta. Ukończył filologię klasyczną oraz dziennikarstwo na Uniwersytecie Warszawskim. Pracował w bibliotece na warszawskiej Woli, gdzie prowadził prelekcje. Pisał też wiersze oraz odbywał staże w redakcjach gazet (m.in. w Polityce). We wszystkich z tych aktywności prezentował – w ocenie świadków – trudne do zaakceptowania poglądy.
Sprawa była przedmiotem ogromnego zainteresowania mediów, w których sprawca nazwany został „Hannibalem z Żoliborza” z powodu jego fascynacji postacią Hannibala Lectera, bohatera książki Thomasa Harrisa „Czerwony smok” i powstałego na jej podstawie filmu „Milczenie owiec”.